# Боддерт, Питер
Питер Боддерт (нидерл. Pieter Boddaert; 1730 или 1733, Мидделбург — 6 мая 1795, Утрехт) — нидерландский врач и натуралист. Сын юриста и поэта Питера Боддерта старшего (1694—1760); в свою очередь сыном Боддерта был Питер Боддерт младший (1766—1805), также поэт.
Окончил Утрехтский университет, с 1764 года преподавал в нём. Переписывался с Карлом Линнеем, сохранилось 14 его писем. Был близко знаком с Альбертом Шлоссером и оставил описание собранной им кунсткамеры. В 1783 году опубликовал указатель к «Иллюстрированным таблицам» (фр. Planches enluminées) Эдме Луи Добантона, в котором предложил, следуя Линнею, биномиальную номенклатуру для видов, описанных Бюффоном; многие из этих наименований используются до сих пор. В работе 1785 года «Elenchus Animalium» впервые ввёл биномиальные наименования для ряда млекопитающих, в том числе для двух ныне вымерших видов: квагги и тарпана.